# Jego trzy córki
Jego trzy córki (oryg. His Three Daughters) – amerykański dramat filmowy z 2023 roku napisany i wyreżyserowany przez Azazela Jacobsa. Główne role zagrały w nim Elizabeth Olsen, Natasha Lyonne i Carrie Coon. 
Jego premiera miała miejsce na Międzynarodowym Festiwalu Filmowym w Toronto 9 września 2023 roku. W październiku 2023 Netflix nabył prawa do światowej dystrybucji filmu, później planując jego premierę w wybranych kinach od 6 września 2024, a następnie premierę w serwisie streamingowym – 20 września.

## Fabuła
Kiedy stan zdrowia ich ojca się pogarsza, trzy siostry spotykają się po latach, by przygotować się na to, co nieuniknione.

## Obsada
- Carrie Coon jako Katie
- Elizabeth Olsen jako Christina[4]
- Natasha Lyonne jako Rachel
- Jovan Adepo jako Benjy[5]
- Jay O. Sanders jako Vincent[6]
- Rudy Galvan jako Angel[7]
- Jose Febus jako Victor[8]
- Jasmine Bracey jako Pielęgniarka[8]
- Randy Ramos Jr. jako Rodzic[8]

## Recenzje
Recenzje Jego trzech córek były ogólnie pozytywne: „Vanity Fair” nazwało film „cudowną wizytówką”, a „The Hollywood Reporter” wychwalał występy trzech aktorek jako „wyjątkowe”. W witrynie agregującej recenzje Rotten Tomatoes 100% z 8 recenzji krytyków jest pozytywnych, a średnia ocen wynosi 7,9/10.